# Mesnilomyia calyptrata
Mesnilomyia calyptrata är en tvåvingeart som beskrevs av Zeegers 2007. Mesnilomyia calyptrata ingår i släktet Mesnilomyia och familjen parasitflugor. Inga underarter finns listade i Catalogue of Life.